# Marrina
Marrina es un personaje que aparece en los cómics estadounidenses publicados por Marvel Comics, miembro del equipo de superhéroes canadiense Alpha Flight.

## Historial de publicación
Marrina apareció por primera vez en Alpha Flight #1 (agosto de 1983) y fue creada por John Byrne. Byrne ha aclarado que Marrina se creó después de que el título de Alpha Flight tuviera luz verde y no era un personaje que había pensado antes.

El escritor de Namor, Glenn Herdling ha dicho que el # 61 es su favorito de la serie: 
[...] nunca me había sido cómodo con la forma en que Namor usó la Espada Ébano del Caballero Negro para matar a Marrina, aunque ella era en ese momento un leviatán sin voluntad propia. Ser asesinado por la Espada Ébano es un destino peor que la muerte. La espada encantada en realidad atrapa a las almas de sus víctimas en su vacío de obsidiana en lugar de permitirles deambular libremente para encontrar su recompensa eterna. Namor había condenado el alma de su esposa a una eternidad en el infierno. Dos años antes, había creado un personaje llamado Bloodwraith, que era el nuevo (¡y más desagradable!) portador de la espada. La conexión que Namor tenía con la Espada Ébano hizo que la presencia del Blood Wraith [sic] tuviera una progresión orgánica en la historia, en lugar de ser una aparición forzada como invitado. Al final, Namor consiguió liberar el alma de su esposa. Al redimir a Marrina, se redimió a sí mismo.

## Historia del personaje
Marrina es un miembro de la especie exótica del Plodex, que envía sus huevos a varios planetas. Cuando los huevos eclosionan, los jóvenes Plodex adoptan las formas de las especies nativas que encuentran.
Como un huevo, Marrina aterrizó en el Océano Atlántico hace unos 40,000 años, en el giro entre el Paleolítico Medio y el Paleolítico Superior y permaneció inactiva durante miles de años. Este lugar de incubación fue responsable de sus adaptaciones a los ambientes acuáticos. El pescador Tom Smallwood encontró el huevo cuando se estaba ahogando durante una tormenta. Resultó ser lo suficientemente boyante para llevarlo a la superficie y así salvar su vida. Tom se lo llevó a casa en Newfoundland, Canadá. El huevo fue abierto prematuramente por su esposa Gladys Smallwood, causando que Marrina imprimiera una forma femenina humanoide. Los Smallwoods la aceptaron como su hija.
Ella sale de su casa a los dieciséis años para unirse a Beta Flight, un equipo de superhéroes entrenados y financiados por el gobierno canadiense. Después de desempeñarse bien en Beta Flight, Marrina es ascendida a Alpha Flight, aunque sus tareas de campo solo comienzan después de que el equipo se fue por cuenta propia. Ella se entera de su origen alienígena cuando es capturada por el Maestro del Mundo, y es rescatada por Alpha Flight y Namor junto a la Mujer Invisible. A continuación abandona Alpha Flight y se queda con Namor. Marrina es capturada por Attuma, y vuelve al salvajismo por tercera vez, pero la supera. Marrina se casa con su amante, Namor. Ella sirve junto a él en las misiones de los Vengadores y recibe membresía honoraria, y también sirve como la reina de Deluvia.
Cuando queda embarazada, el ADN de Plodex reacciona a su condición al convertirla en una bestia salvaje en el Océano Atlántico Norte, un Leviatán. Namor se ve obligado a matarla, empalándola con la Espada Ébano encantada del Caballero Negro.
Sin embargo, Llan, el Hechicero, más tarde le dice al Maestro del Mundo que "ahora ella duerme una muerte falsa bajo las olas". El cuerpo de Marrina se ve luego flotando en un tanque en la guarida del Maestro.
Marrina resurge bajo la custodia de Norman Osborn. Él la usa como un plan de final de juego contra Namor (quien recientemente lo traicionó y se alió con los X-Men). Osborn tiene su ADN empalmado y modificado, lo que la convierte en un leviatán parecido a una serpiente, impulsado por un hambre de sangre atlante. Una vez liberada, Marrina causa estragos en el reino submarino, hiriendo y matando a muchos. Finalmente, Namor arrastra a una Marrina debilitada bajo el agua, donde realiza un asesinato por piedad.
Durante la historia de la Guerra del Caos, Marrina (junto con los miembros de Alpha Flight, Guardián, Vindicator y Shaman) regresa de entre los muertos. Ella se une a los miembros del Alpha Flight que aún viven para luchar contra las Grandes Bestias. Marrina permanece entre los vivos después de la derrota del Rey del Caos.

## Poderes y habilidades
Gracias a su estructura genética que es una combinación híbrida de Plodex y el ADN de la Tierra, el cuerpo de Marrina es totalmente anfibio, y tiene una piel de color amarillo pálido, ojos grandes como pez y manos y pies palmeados. Poseyendo ambos pulmones y branquias, puede respirar y existir indefinidamente en tierra o debajo del mar. Ella es capaz de soportar temperaturas de congelación y presiones bajo el agua sin daño. Sus proporciones hidrodinámicas, su piel elegante, sus extremidades palmeadas y su fuerza sobrehumana le ayudan a nadar. Puede sostener velocidades submarinas aproximándose a 51 nudos (aproximadamente 59 km / h) durante varias horas y es capaz de acelerar de forma masiva desprendiendo la capa externa de su piel para exponer una capa interna casi sin fricción, lo que le permite alcanzar velocidades brevemente en los 800–900 kn (1,500–1,700 km / h ; 920–1,040 mph) rango. Además, ha demostrado cierta capacidad para controlar el agua; en combinación con su velocidad masiva bajo el agua, pudo levantar y montar la cima de una enorme tromba de agua, dejándola viajar desde una costa oceánica hasta tres millas tierra adentro. Después de tales hazañas, su capa de piel externa puede regenerarse rápidamente a la normalidad. Su piel también secreta un aceite que puede causar una constricción extrema de las pupilas; con una sola bofetada, pudo cegar temporalmente al Submarinero, él mismo se adaptó sobrehumana a la existencia submarina. En tierra firme, ella puede correr a velocidades tremendas.
Aunque Marrina tiene una personalidad amigable, gracias a su educación por parte de sus padres adoptivos, su programación mental de Plodex emerge repetidamente de su mente subconsciente. Sus instintos salvajes pueden incluso ser activados por estímulos químicos emitidos por otros Plodex. Cuando su ADN Plodex toma el control, adquiere un aspecto más parecido a una bestia. Sus manos se convierten en garras que cortan fácilmente la mayoría del material. Marrina puede cambiar de forma a un grado desconocido bajo la influencia de sus instintos salvajes. Durante su embarazo, Marrina se parecía a una serpiente de mar y tenía más de una milla de longitud. También mostró la capacidad de descargar rayos oculares de fuerza cinética pura mientras estaba en forma de Leviatán.

## Otras versiones

### Exiliados
Marrina también es miembro de Alpha Flight on Earth 3470, la realidad de la que proviene Heather Hudson de los Exiliados. Ella tiene que residir en un tanque de agua para participar en las reuniones de Alpha Flight. Ella no demuestra que sea capaz de hablar con humanos, pero se demostró que tenía la misma capacidad para crear chorros de agua que su contraparte en la realidad principal.

### Casa de M
Marrina aparece brevemente en House of M # 6 durante Genosha celebración de la victoria de la raza mutante sobre el hombre, junto a Namor.